# Раду, Штефан
Штефан Даньел Раду (рум. Ştefan Daniel Radu; род. 22 октября 1986, Бухарест, Румыния) — румынский футболист, выступавший на позиции защитника. Выступал за сборную Румынии.
25 марта 2008 президент страны Траян Бэсеску, в связи с успешным отбором сборной Румынии на Евро-2008, наградил его медалью «За спортивные заслуги» (рум. «Meritul Sportiv») третьей степени.

## Клубная карьера

### «Динамо» (Бухарест)
Свою профессиональную карьеру 18-летний Штефан начал в одном из самых популярных футбольных клубов Румынии — бухарестском «Динамо». За два года Раду помог «Динамо» завоевать очередной (двенадцатый по счёту) кубок страны. А своё двадцатилетие Штефан отмечал, будучи полноценным игроком основного состава бухарестского «Динамо». «Подарком» на свой день рождения Штефан считает звание чемпиона Румынии. 
Местные СМИ окрестили новую румынскую звезду прозвищем «Новый Киву». На тот момент времени на Раду уже претендовали знаменитые футбольные клубы, такие как «Дженоа», «Рома» и «Ювентус».
Однако успешнее свою трансферную политику провели представители «Лацио», которые в январе 2008 заключили с               «Динамо» договор об аренде Штефана. И всего лишь полгода понадобилось игроку, чтобы убедить руководство «Лацио» в необходимости его срочной покупки. Румыны не стали препятствовать переходу игрока, и уже в июне Раду был куплен за нескромные 5,4 миллиона евро.

### «Лацио»
Первым матчем в составе «Лацио» для Раду стала игра на Кубке Италии против «Фиорентины». Несмотря на свой молодой возраст, Раду действовал на поле как зрелый мастер. И уже через некоторое время Штефан начал появляться в основном составе и выходить на поле с первых минут. Он стал настоящим открытием в команде Делио Росси.
К концу срока своей аренды он настолько впечатлил главного тренера и президента клуба, что решение о его покупке не обдумывалось ни секунды. Уже в июне Раду окончательно сменил место своей клубной прописки на «Лацио».
Сезон 2008/09 сложился для «Лацио», как впрочем и для Штефана, не очень удачно (10-е место), но всё же бело-голубые умудрились завоевать путевку в Лигу Европы, победив в финале кубка «Сампдорию» в серии послематчевых пенальти. Свой второй полноценный сезон Раду начинал под руководством нового тренера Давиде Баллардини.
17 июня 2011 года Раду продлил контракт с «Лацио» до конца 2016 года.
В 2021 году Штефан официально стал рекордсменом по количеству матчей за «Лацио», а после ухода многолетнего лидера Сенада Лулича стал капитаном римского клуба.
28 мая 2023 года Штефан Раду официально ушел не только из «Лацио», но и из профессионального футбола. О завершении карьеры он заявил прямо на стадионе «Олимпико» в Риме.

### Международная карьера
Дебют в сборной Румынии состоялся 15 ноября 2006. В отборочном матче на Евро-2008 румыны в гостях одолели испанцев.
Регулярно призывался в сборную по ходу отборочного турнира, из-за чего Штефан попал в заявку и на чемпионат Европы 2008. Однако, всё время оставался на скамейке запасных и не сыграл на чемпионате ни одной минуты.
Из-за того, что Румыния не могла пройти квалификацию на крупные турниры, Штефан, хоть и попадал в состав сборной, не смог сыграть за сборную Румынии.

## Достижения
«Динамо» (Бухарест)
- Чемпион Румынии: 2006/07
- Обладатель Кубка Румынии: 2004/05
- Обладатель Суперкубок Румынии: 2005

«Лацио»
- Обладатель Кубка Италии (3): 2008/09, 2012/13, 2018/19
- Обладатель Суперкубка Италии (3): 2009, 2017, 2019